# شوتارو ایشینوموری
شوتارو ایشینوموری (انگلیسی: Shotaro Ishinomori; ۲۵ ژانویهٔ ۱۹۳۸ – ۲۸ ژانویهٔ ۱۹۹۸) مانگاکا، ترانه‌سرا، پویانما، و فیلم‌نامه‌نویس اهل ژاپن بود.
وی همچنین برندهٔ جوایزی همچون جوایز مانگای شوگاکوکان شده‌است.